# NGC 4748
NGC 4748 é uma galáxia espiral (Sa) localizada na direcção da constelação de Corvus. Possui uma declinação de -13° 24' 49" e uma ascensão recta de 12 horas, 52 minutos e 12,6 segundos.
A galáxia NGC 4748 foi descoberta em 27 de Março de 1786 por William Herschel.